# Усадьба К. А. Штаф
Уса́дьба К. А. Штаф — купеческая усадьба начала XX века в городе Саратове, Саратовской области. Построена в классическом стиле. Памятник истории и культуры регионального значения. В настоящее время здесь размещается клиника кожных и венерических болезней Саратовского государственного медицинского университета.

## История
Усадьба К. А. Штафа — представляет собой один из уникальных в Саратове историко-архитектурных ансамблей провинциальной усадебной культуры начала XX века. Главным образом выделяется дом на первой линии, образец классической архитектуры, построенный в 1912 году по проекту Юрия Терликова. Построена усадьба в начале XX века состоит из главного дома и двух флигелей, которые выступают за пределы главного фасада.
На основании архивных документов, считается, что средства на строительство главного дома выделил врач Михаил Аплавин, который и являлся владельцем дворового места. В 1912 году доктор реализовал недвижимость купцу Кондратию Штафу, одному из представителей династии владельцев табачной фабрикой. Семья Штаф, а именно братья Кондратий и Михаил являлись основателями табачной фабрики в Саратове в 1828 году. Усадьба стала принадлежать Кондратию Александровичу Штафу — внуку знаменитых предпринимателей.
После революции советская власть многие здания национализировала и усадьба К. А. Штафа также оказалась собственностью государства. В 1921 году именно это здание заняла кафедра кожных и венерических болезней Императорского Николаевского университета. В строении оборудовали аудиторию на 140 мест, серологическую, гистологическую и клиническую лаборатории, урологический и светолечебный кабинеты. В настоящее время в этом особняке продолжают заниматься лечением и изучением кожных и венерических заболеваний. Здесь работает клиника кожных и венерологических заболеваний Саратовского государственного медицинского университета. В 1970-е годы рядом с усадьбой был возведён новый корпус со стационаром на 225 коек.

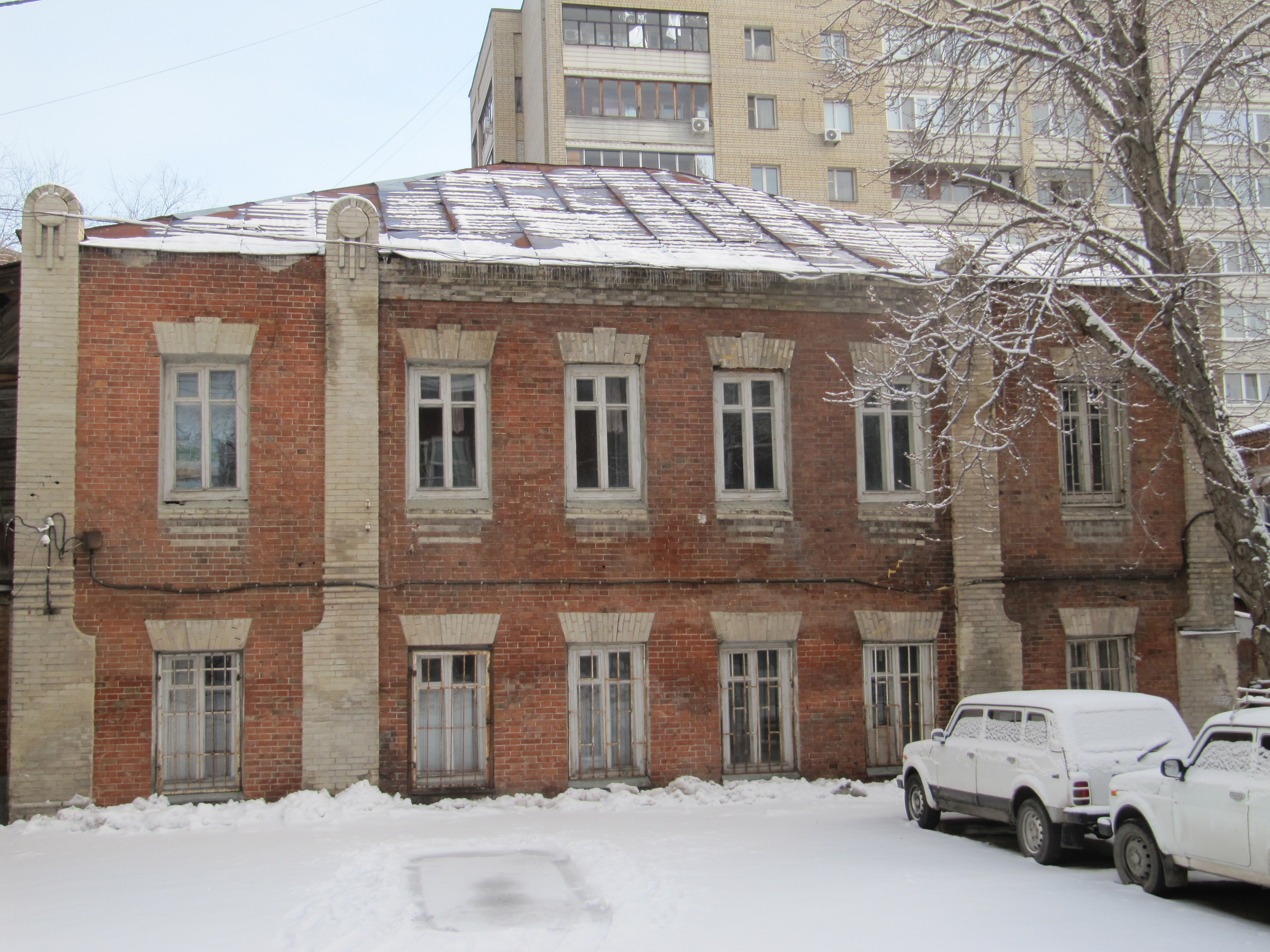
Флигель усадьбы

Усадьба, на основании постановления правительства области, является объектом культурного наследия регионального значения.

## Памятные места
- На здании установлена мемориальная доска в память о научной деятельности профессора Григорьева Павла Семёновича, который трудился в клинике с 1921 по 1936 годы[3].

## Документы
Постановление Правительства Саратовской области от 01.04.2009 г. № 110-П г. Саратов. «О включении объектов культурного наследия регионального значения в единый государственный реестр объектов культурного наследия (памятников истории и культуры) народов Российской Федерации".